# Freak Wave
Freak Wave est une revue créée en 2008 par Anne Van der Linden et Olivier Allemane. Après deux premières publications annuelles, elle devient, en 2012, semestrielle, aux éditions Bruit Blanc.

## Présentation

### Concept
Freak Wave se présente sous la forme d'une revue littéraire et d'artistes, et se définit elle-même comme une « revue misanthropique d'images et textes bilingue (français/anglais) ».
Tous ses collaborateurs sont issus de la culture underground et alternative. Elle présente aussi les travaux d'artistes disparus.
« La revue noire toute en couleurs » est son slogan.
Freak Wave organise, notamment lors de sa parution, des évènements qui mélangent lectures publiques, performances et expositions,,.

### Collaborateurs
Liste non exhaustive :
- Olivier Allemane
- René Belbenoît (†)
- Albert Caraco (†)
- Jean-Louis Costes
- Anne Van der Linden
- Pierre-François Moreau
- Muzo
- Giovanni Papini (†)
- Charles Pennequin
- Kiki Picasso
- Lyzane Potvin
- Vincent Ravalec
- Christophe Siébert
- Marlène Tissot
- Clovis Trouille (†)
- Andy Vérol
- Sébastien Lhopital
- Féebrile

### Numéros
- n° 1, éd. Orbis Pictus Club, 2008[2]  (ISBN 9782913063259)
- n° 2, éd. du Zarpataedo, 2011[7]  (ISBN 9782953180022)
- n° 3, éd. Bruit Blanc, 2012.  (ISBN 9782919402137)
- n° 4, éd. Bruit Blanc, 2013.  (ISBN 9782919402205)
- n° 5, éd. Bruit Blanc, 2014.  (ISBN 9782919402243)

## Exposition
- L'Étrange peuple de Freak Wave, Musée de l'érotisme, Paris, 2012-2013.